# Addi Abagiè
Addi Abagiè est un réservoir qui se trouve dans le woreda de Sa’isa Tsa’ida Imba au Tigré en Éthiopie. Le barrage a été construit en 1993.

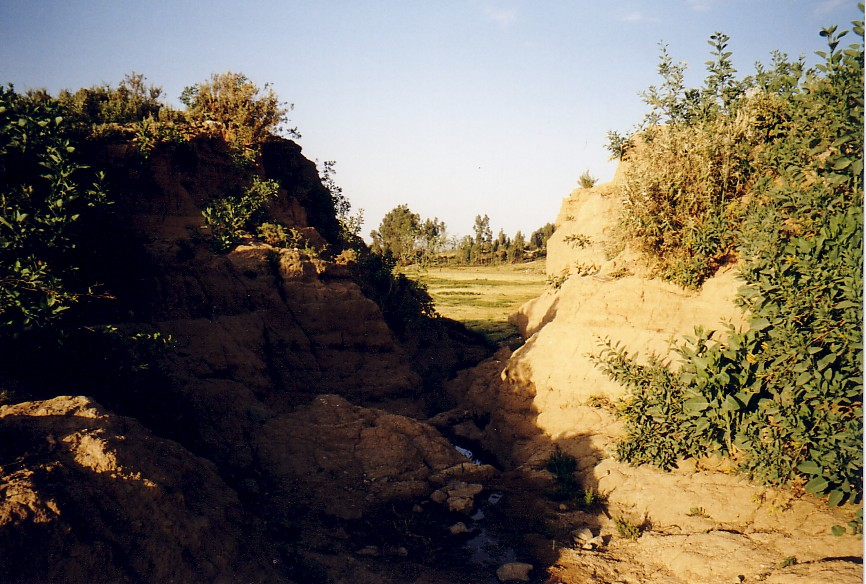
Barrage bréché en 2001

## Caractéristiques du barrage
La longueur de la crête est 176 mètres. Exceptionnellement, parmi les nombreux réservoirs du Tigré, ce barrage s’est rompu vers l’an 2000, à cause du déversoir qui était positionné trop haut, ce qui a amené les eaux à passer par-dessus la crête. Vers 2010 la brèche a été colmatée et la hauteur du barrage accrue. Depuis lors, le barrage fonctionne normalement.

## Environnement
Le bassin versant du réservoir a une superficie de 8,77 km2, et une longueur de 4 700 mètres. Le réservoir subit une sédimentation rapide. La lithologie du bassin est composée de Grès d’Enticho et de roches métamorphiques précambriennes. 